# جوزيف أ. بال
جوزيف أ. بال (بالإنجليزية: Joseph A. Ball)‏ هو رياضياتي أمريكي، ولد في 4 يونيو 1947.